# Czekanów (gmina)
Czekanów – dawna gmina wiejska istniejąca w latach 1934–1954 w woj. poznańskim (dzisiejsze woj. wielkopolskie). Siedzibą władz gminy był Czekanów.
Gmina zbiorowa Czekanów została utworzona 1 sierpnia 1934 roku w powiecie ostrowskim w woj. poznańskim z dotychczasowych jednostkowych gmin wiejskich: Biskupice Ołoboczne, Czekanów, Fabjanów, Franklinów, Gręblów, Kołątajew, Kwiatków, Lewkowiec, Słaborowice i Słaborowice Nowe (oraz z obszarów dworskich położonych na tych terenach lecz nie wchodzących w skład gmin). 1 kwietnia 1939 roku do gminy Czekanów przyłączono część obszaru gmin Biniew i Skalmierzyce Nowe a część obszaru gminy Czekanów przyłączono do gminy Skalmierzyce Nowe.
Po wojnie gmina zachowała przynależność administracyjną. Według stanu z dnia 1 lipca 1952 roku gmina składała się z 11 gromad: Biskupice Ołoboczne, Czekanów, Fabianów, Franklinów, Karski, Kołątajew, Kwiatków, Lewkowiec, Lewków, Słaborowice i Szczury. Gmina została zniesiona 29 września 1954 roku wraz z reformą wprowadzającą gromady w miejsce gmin.
Jednostki nie przywrócono 1 stycznia 1973 roku po reaktywowaniu gmin.